# Мульчиці
Му́льчиці — село в Україні, у Вараській громаді Вараського району Рівненської області. Населення становить 1317 осіб.

## Географія
Село розташоване на лівому березі річки Стир.

## Історія
У 1906 році село Більськовільської волості Луцького повіту Волинської губернії. Відстань від повітового міста 114 верст, від волості 10. Дворів 286, мешканців 1482.

## Населення
За переписом населення 2001 року в селі мешкало 1 317 осіб.

### Мова
Розподіл населення за рідною мовою за даними перепису 2001 року:
| Мова       | Кількість | Відсоток |
| ---------- | --------- | -------- |
| українська | 1314      | 99.77%   |
| російська  | 3         | 0.23%    |
| Усього     | 1317      | 100%     |

## Постаті
- Герасимчук Іван Миколайович (1984—2023) — солдат збройних сил України, учасник російсько-української війни.